# Tartina City
Tartina City, estrenada com DP75: Tartina City al Estats Units i com Ndjamena City a França, és una pel·lícula dramàtica de 2007 del director txadià Issa Serge Coelo, el seu segon llargmetratge de coproducció entre el Txad, Gabon i Marroc. La pel·lícula ha guanyat el premi a la innovació al 31è Festival Internacional de Cinema de Montreal. Tot i que el país on es desenvolupa l'acció no es diu el nom, el context és el de la història txadiana dels anys vuitanta i noranta. l títol del nom prové de la "tartina", una barreja de pa i entranyes d'ovella que es servia als presoners.

## Argument
L'acció està ambientada en un país africà sense nom, on un brutal esquadró de la mort governamental comandat pel coronel Koulbou (Felkissam Mahamat) està actiu. Un periodista, Adoum (Youssouf Djaoro), després d'haver obtingut el seu passaport, vol viatjar a l'estranger per poder informar de la situació al seu país; però mentre està a l'aeroport, es troba una carta comprometedora sobre ell. Adoum és tancat a una de les presons de Koulbou. Tota l'esperança sembla perduda, però l'Adoum troba l'ajuda inesperada de l'esposa de Koulbou, la Hawa.

## Repartiment
- Youssouf Djaoro : coronel Koulbou
- Felkissam Mahamat : Adoum Baroun
- Billy Josephine : Hawa
- Adama Rahama : Zara

## Recepció
La pel·lícula va ser resenyada favorablement per Variety, que tot i que va assenyalar la "progressió de la història farragosa i un paquet tecnològic minimalista" de la pel·lícula, va jutjar que va superar aquestes dificultats col·locant al centre la figura del coronel Koulbou, la interpretació del qual és elogiada. El revisor conclou dient que "Coelo mostra un compromís amb les preocupacions socials que el marca com a cineasta per veure des de la regió". Jeune Afrique també valora positivament la pel·lícula, "una pel·lícula molt dura, sense cap concessió a l'esteticisme... Les seves imatges molt crues a vegades han commocionat els espectadors, però l'autor evita caure en el sensacionalisme per descriure el martiri d'un presoner de llibertat d'opinió".